# Йохан Фридрих фон Шлезвиг-Холщайн-Готорп
Йохан Фридрих фон Шлезвиг-Холщайн-Готорп (на немски: Johann Friedrich von Schleswig-Holstein-Gottorf; * 1 септември 1579, Готорп; † 3 септември 1634, Алтклостер при Букстехуде) от Дом Олденбург, е принц от Шлезвиг-Холщайн-Готорп, лутерански архиепископ на Бремен (1596 – 1634), княжески епископ на Любек (1607 – 1634) и епископ на Ферден (1631 – 1634).

## Живот
Той е най-малкият син на херцог Адолф I фон Холщайн-Готорп (1526 – 1586) и съпругата му Кристина фон Хесен (1543 – 1604), дъщеря на Филип I фон Хесен и Кристина Саксонска. Баща му е третият син на датския крал Фредерик I (1471 – 1533).
Йохан Фридрих получава през 1596 г. архиепископството Бремен от брат си Йохан Адолф, който става херцог. През 1599 г. Йохан Фридрих въпреки това има претенции за своя наследствен дял в херцогствата.
През 1607 г. той взема от брат си титлата княжески епископ на Любек. От 1631 г. той е също епископ на Ферден.